# Boxing (Game Boy-spel)
Boxing (ボクシング?), i Nordamerika känt som Heavyweight Championship Boxing, är ett boxningsspel utvecklat av Tose och utgivet av Tonkin House 1990.

## Handling
Spelaren väljer boxare, och måste besegra alla övriga utmanare för att vinna titeln. Vanliga slag eller uppercuts kan användas.

### Fotnoter
1. 1 2  ”Boxing” (på engelska). Gamefaqs. Arkiverad från originalet den 4 maj 2014. https://web.archive.org/web/20140504153726/http://www.gamefaqs.com/gameboy/585741-heavyweight-championship-boxing/data. Läst 4 maj 2014.